# La niña de Luzmela
La niña de Luzmela es una novela de la escritora española Concha Espina, la cual fue publicada por primera vez en 1909. En 1949 se adaptó al cine en la película homónima dirigida por Ricardo Gascón.

## Argumento
Don Manuel de la Torre, un rico hidalgo de La Montaña de Cantabria regresa a su pueblo, Luzmela, llevando consigo una niña enlutada que acaba de perder a su madre. Carmencita es su hija bastarda, pero él se presenta, incluso ante ella, sólo como su padrino y benefactor, al igual que con el huérfano Salvador. A la muerte de Don Manuel, éste procura con su testamento el bien de su hija y su pupilo. Pero, la cándida niña, queda al cuidado de su interesada tía Doña Rebeca, quien no le profesa el debido afecto.